# フェデリコ・ベルナルデスキ
フェデリコ・ベルナルデスキ（Federico Bernardeschi、1994年2月16日 - ）は、イタリア・トスカーナ州マッサ＝カッラーラ県カッラーラ出身のサッカー選手。ボローニャFC所属。ポジションはMF。イタリア代表。

## クラブ経歴

### 初期
6歳から地元の地域サッカースクールであるアトレティコ・カッラーラでサッカーを始めた。元イタリア代表のヴィンチェンツォ・モンテッラと同じく得点後に飛行機を模倣するパフォーマンスをしていたことから、周囲からは「モンテッリーノ(小さなモンテッラ)」というニックネームで呼ばれていた。在籍当初から才能を見出され、2、3歳年上のグループでプレーをしていた。7歳の時にフィレンツェにほど近いエンポリ市ポンツァーノ地区にあるエンポリFC子会社のサッカーチームにスカウトされ移籍した。

### フィオレンティーナ
2003年、10歳の時にACFフィオレンティーナに移籍、同クラブが設置する最下部チームであるプルチーニ（9歳～10歳のカテゴリ）に所属し、以後10年間フィオレンティーナの下部組織にて育成期間を過ごすことになった。スカウトであったステファノ・カッペレッティは「両親を説得するのが大変だった」と語っている。ベルナルデスキの母親は学校が終わると午後2時から始まる練習のために車で送迎しなければならず、帰宅するのは午後7時から8時となった。2011年7月には、フィオレンティーナと契約を結ぶ前にマンチェスター・ユナイテッドからのオファーがあった事を当時代理人代わりであった本人の父親が明かしたが、育ててくれたフィオレンティーナに恩義を示し、その後フィオレンティーナと3年間の契約を結び同クラブのプリマヴェーラ（17歳～18歳のカテゴリ）所属の選手となった。
プリマヴェーラでは得点王になるという活躍をし、キャプテンとしてもチームを牽引した。2013年6月18日にクラブとサインを交わし4年間の契約延長がなされた。同年7月7日にフィオレンティーナのトップチームのサマーキャンプに招集される。2013-14シーズン開幕時にはトップチームに背番号32番として登録されるが公式戦への出場はなかった。同年9月2日に既にシーズン開幕していたセリエBのクラブであるFCクロトーネに、共同保有権の買い取りオプション付きのレンタル移籍することが公式サイトより発表された。

### FCクロトーネへ期限付き移籍
2013-14シーズン第2節終了後にチームと合流したものの、続く2013年9月8日にセリエBカンピオナート第3節ペスカーラ戦にて後半75分にスフィアーヌ・ビダウィとの交代出場でプロ公式戦デビューを果たす。同年9月21日ブレシア戦でプロ初得点を記録する。11月9日のカルピ戦では、試合開始10分にゴールから25メートルの位置からのミドルシュートを決め、23分にも直接フリーキックを決めてプロデビュー後自身初のドッピエッタ（2得点）を達成し、チームの勝利（1-2）に貢献した。このシーズンは39試合に出場し、チーム内トップの12得点をあげ、7アシストするという活躍をした。

### フィオレンティーナ 復帰
セリエBのクロトーネでの活躍を受け、フィオレンティーナは2014年6月20日にベルナルデスキをレンタルから戻し、保有権を全て所有することを発表した。2014-15シーズンの合宿にて、当時の監督ヴィンチェンツォ・モンテッラに認められトップチームに残る事となった。同シーズンの9月14日に行われたジェノアCFC戦において、後半57分にマリオ・ゴメスとの交代によってフィオレンティーナのトップチームの公式戦及び、セリエAの試合に20歳でデビューを果たした。続く9月19日にはUEFAヨーロッパリーグのEAギャンガン戦において後半88分にフィオレンティーナのシニアとして初得点をあげた。デビューシーズンの順調なスタートを切ったが、同年11月初めに足首を骨折し以降のシーズンのほとんどを怪我の療養にあてることになった。シーズン終盤の2015年5月10日行われたエンポリ戦で試合に復帰、5月31日のシーズン最終節のキエーヴォ戦において自身初となるセリエAでの得点をあげ、このシーズンを終えた。
クラブは2015年7月23日に、2019年6月30日までの契約延長がなされたと公式に発表した。同年7月30日に行われた記者会見にて背番号10番を付ける事を公表した。続く8月2日に行われたインターナショナル・チャンピオンズ・カップでのバルセロナ戦において、前年度のUEFAチャンピオンズリーグ覇者であるチームに対してドッピエッタ（2得点）をする活躍をし、チームの勝利（2-1）に貢献した。同試合で着用した背番号10番と活躍から、イタリア全国スポーツ紙ガゼッタ・デロ・スポルトには「新たなバッジョ（nuovo Baggio）」と評された。同年11月25日に行われたUEFAヨーロッパリーグのFCバーゼル戦においてフィオレンティーナにおける公式戦、及びヨーロッパの舞台において初となるドッピエッタ(2得点)を記録した。
UEFAヨーロッパリーグのボルシア・メンヒェングランドバッハとの1stレグの試合で直接FKを決め勝利に貢献したが、スカイスポーツのインタビューでこのゴールはこれまでの自身の中で最も美しいかもしれないと語った。セカンドレグの試合で敗れベスト16入りはならなかった。2016-17シーズンはゴール数を大幅に伸ばし、セリエA32試合で11ゴール4アシスト、ヨーロッパリーグ8試合で2ゴール1アシストを挙げた。

### ユヴェントス
2017年7月24日、ユヴェントスFCへ移籍金4000万ユーロ＋ボーナス500万ユーロでの移籍した。契約期間は2022年まで。背番号はミシェル・プラティニやオマール・シボリ、ロベルト・バッジョ、アレッサンドロ・デル・ピエロ、カルロス・テベス、ポール・ポグバらが着用し本人がフィオレンティーナでもつけていた10番が噂されたが、33番を選択した。33番を選んだ理由として「僕はこのユニフォームに多くの敬意を払っている。なので33番を着けるけれど、（いずれは）10番にふさわしいと証明したいね。 今年、自分はこのユニフォームを着ることができる（選手だ）と証明しなければいけない。」と言っている。なお、背番号33番はニコラ・レグロッターリエやパトリス・エヴラが着用していた番号でもある。10月2日のアタランタ戦において初先発し、移籍後初ゴールを決めた。10月25日のSPALとのゲームにおいては、ドウグラス・コスタの浮き球パスを右足でふわりとコントロールからゴール左隅へ技ありのボレーシュートを決め、「キャリアにおいて最も素晴らしいゴールの一つだ。得点に満足しているけれど、それ以上にチームの勝利を嬉しく思っている」と語り、試合を振り返った。
2018-19シーズン、セリエAの開幕戦、キエーヴォ戦では2-2から決勝ゴールを決めた。2019-20シーズン、サンプドリア戦ではチームの勝利を決定付けるゴール(シーズン初ゴール)を決め、勝利に貢献、チームはこの勝利でセリエA優勝を果たした。2020-21シーズンから背番号を20番に変更。2020-21シーズン、ほとんど出場チャンスが無く、年間ゴール無しに終わった。
2022年6月30日、5年間所属したユヴェントスからの退団が発表された。通算183試合に出場、セリエA3回を含む7つのタイトル獲得に貢献した。

### トロントFC
2022年7月15日、メジャーリーグサッカーのトロントFCに加入した。契約期間は、2026年までの4年間。

### ボローニャFC
2025年7月19日、ボローニャFCに加入した。

## 代表経歴

### アンダー代表
U-18世代からイタリア代表に招集された。2012年1月にロシアで行われたU-18世代の国際親善大会であるバレンティン・グラナトキン・メモリアル（en:Valentin Granatkin Memorial）トーナメントのイタリア代表として招集され、同大会を制覇する。2013年11月16日にはU-20イラン代表との親善試合に向けて飛び級でU-20代表に初招集された。同試合ではスタメンとして背番号10番を背負い、4-2-3-1システムのトレクァルティスタのポジションでプレーした。

### フル代表
2014年6月3日にクロトーネでの活躍を受け、当時の代表監督であるチェーザレ・プランデッリによって2014 FIFAワールドカップの代表メンバー候補としてセリエBからは唯一のメンバーとして合宿に招集された。2016年3月20日にイタリア代表監督のアントニオ・コンテによって、国際親善試合のスペイン代表戦及びドイツ代表戦に向けてのフル代表に初招集され、スペイン戦で代表デビュー。
2016年5月31日にUEFA EURO 2016のイタリア代表に選出されたが、イタリアのグループリーグ首位通過が決まり消化試合となった第3戦のアイルランド戦のみの出場となった。
2017年6月11日の2018 FIFAワールドカップ・ヨーロッパ予選のリヒテンシュタイン戦で代表初ゴールを挙げた。
2021年、UEFA EURO 2020決勝のイングランドとの対戦では怪我のフェデリコ・キエーザに代わり後半終了間際に出場、PK戦では4人目のキッカーとしてシュートを成功させ優勝に貢献した。

## 人物
10歳からフィオレンティーナの下部組織で育成され、各年齢のカテゴリにおいて常にチームのエースとして活躍してきた最も有望な選手の1人であった。
2011年には世界屈指のビッグクラブであるマンチェスター・ユナイテッドからオファーを受けるも、クラブ愛を示しフィオレンティーナ残留を望んだ。プロデビュー後の活躍からイタリア全国スポーツ紙ガゼッタ・デロ・スポルトには「フィオレンティーナの才能」「新たなバッジョ」と書かれ、これらのエピソードによってクラブとファンから将来の飛躍を嘱望されている。愛称は姓の短縮形である「ベルナ」と呼ばれている。また、テクニックの高さやエレガントにプレーすること、名前の響きが似ていることからフィレンツェで活躍した建築家の「ブルネレスキ」という愛称もあった。

### ポジション
プロデビュー後のクロトーネ在籍時は、主に利き足である左足でカットインドリブルが可能な右ウィングでプレーした。フィオレンティーナに復帰後は3-4-2-1のシャドーストライカーや左右のサイドハーフとして起用されている。スタイルが似ているとされる同い年のドメニコ・ベラルディとの比較では、ウィング寄りのベラルディに対し、ベルナルデスキはよりトップ下的なプレーヤーと評される。本人は「好きなポジションは特になく、攻撃的な全ての役割が得意」と考えている。実際に左右両ウィングのポジションを問題なくカバーし、試合中にもトレクァルティスタの位置や逆サイドに頻繁にポジションチェンジを行う。フィオレンティーナではウイングバックも担当し、攻守に走り回る献身性がある。テクニシャンながら幅広いポジションをこなす。

### プレースタイル
強力かつ正確なキックから繰り出される威力あるフリーキックが武器である。その正確なキックは試合中の流れの中でも見られ、速いライナー性の長短のシュートを巧みにコントロールする事ができる。クロトーネ在籍時はテクニックの高さやレフティの右ウィングである事からアレッシオ・チェルチとも比較されたが、ベルナルデスキはよりクレバーさも兼ね揃えているプレーヤーだと評された。また、みずからフィニッシュに絡むだけではなく、前線に質の高いラストパスを送り込むファンタジアと戦術センスをそなえている。特定のシーンでやや個人プレーになる以外の欠点はない。

## エピソード
- フィオレンティーナ入団時には最も興味深い才能と認められ、在籍当初から背番号10番を渡された。その後の下部組織のチームでも10番を身に着けていた[37]。フィオレンティーナ復帰後の2年目からはシニアでも10番を着用[17]。
- 2011年にマンチェスター・ユナイテッドからオファーを受けた時は、本人は「興味が持てなかった」という理由で断ったと後に明かしている[4]。
- クロトーネ移籍後のインタビューでは「出来るだけ早くフィレンツェに戻って、フィオレンティーナでセリエAを戦うのが夢だ」と話した[41]。
- インタビューにおいて参考にしている選手は「アレッサンドロ・ディアマンティ」と答えている[4]。
- 右腕に彫られたタトゥーは女優のオードリー・ヘプバーンの肖像である[42]。

## 個人成績

### クラブ
| クラブ             | シーズン | リーグ  | リーグ戦 | リーグ戦 | カップ戦 | カップ戦 | 国際大会 | 国際大会 | その他 | その他 | 合計 | 合計 |
| クラブ             | シーズン | リーグ  | 出場     | 得点     | 出場     | 得点     | 出場     | 得点     | 出場   | 得点   | 出場 | 得点 |
| ------------------ | -------- | ------- | -------- | -------- | -------- | -------- | -------- | -------- | ------ | ------ | ---- | ---- |
| クロトーネ         | 2013-14  | セリエB | 38       | 12       | 0        | 0        | -        | -        | 1      | 0      | 39   | 12   |
| クロトーネ         | 通算     | 通算    | 38       | 12       | 0        | 0        | -        | -        | 1      | 0      | 39   | 12   |
| フィオレンティーナ | 2014-15  | セリエA | 7        | 1        | 0        | 0        | 3        | 2        | 0      | 0      | 10   | 3    |
| フィオレンティーナ | 2015-16  | セリエA | 33       | 2        | 1        | 0        | 7        | 4        | 0      | 0      | 41   | 6    |
| フィオレンティーナ | 2016-17  | セリエA | 32       | 11       | 2        | 1        | 8        | 2        | 0      | 0      | 42   | 14   |
| フィオレンティーナ | 通算     | 通算    | 72       | 14       | 3        | 1        | 18       | 8        | 0      | 0      | 93   | 23   |
| ユヴェントス       | 2017-18  | セリエA | 22       | 4        | 3        | 0        | 5        | 1        | 1      | 0      | 31   | 5    |
| ユヴェントス       | 2018-19  | セリエA | 28       | 2        | 2        | 1        | 8        | 0        | 1      | 0      | 39   | 3    |
| ユヴェントス       | 2019-20  | セリエA | 29       | 1        | 3        | 0        | 6        | 1        | 0      | 0      | 38   | 2    |
| ユヴェントス       | 2020-21  | セリエA | 27       | 0        | 4        | 0        | 7        | 0        | 1      | 0      | 39   | 0    |
| ユヴェントス       | 2021-22  | セリエA | 28       | 1        | 2        | 1        | 5        | 0        | 1      | 0      | 36   | 2    |
| ユヴェントス       | 通算     | 通算    | 134      | 8        | 14       | 2        | 31       | 2        | 4      | 0      | 183  | 12   |
| 総通算             | 総通算   | 総通算  | 244      | 34       | 17       | 3        | 49       | 10       | 5      | 0      | 315  | 47   |

### 代表
| イタリア代表 | 国際Aマッチ | 国際Aマッチ |
| 年           | 出場        | 得点        |
| ------------ | ----------- | ----------- |
| 2016         | 7           | 0           |
| 2017         | 2           | 1           |
| 2018         | 2           | 1           |
| 通算         | 10          | 1           |

### 代表での得点
| #  | 開催年月日     | 開催地       | 対戦国             | スコア | 結果 | 試合概要                                |
| -- | -------------- | ------------ | ------------------ | ------ | ---- | --------------------------------------- |
| 1. | 2017年6月11日  | ウーディネ   | リヒテンシュタイン | 4–0    | 5–0  | 2018 FIFAワールドカップ・ヨーロッパ予選 |
| 2. | 2018年10月10日 | ジェノヴァ   | ウクライナ         | 1–0    | 1–1  | 親善試合                                |
| 3. | 2019年10月12日 | ローマ       | ギリシャ           | 2–0    | 2–0  | UEFA EURO 2020予選                      |
| 4. | 2019年10月15日 | ファドゥーツ | リヒテンシュタイン | 1–0    | 5–0  | UEFA EURO 2020予選                      |
| 5. | 2020年11月11日 | フィレンツェ | エストニア         | 2–0    | 4–0  | 親善試合                                |
| 6. | 2021年5月28日  | カリャリ     | サンマリノ         | 1–0    | 7–0  | 親善試合                                |

## 獲得タイトル

### クラブ
- バレンティン・グラナトキン・メモリアル（2012年）

ユヴェントスFC
- セリエA 2017-18, 2018-19, 2019-20
- コッパ・イタリア : 2017-18, 2020-21
- スーペルコッパ・イタリアーナ：2018, 2020

### 代表
イタリア代表
- UEFA欧州選手権：1回 (2021)

### 個人
- UEFA U-21欧州選手権・ベストイレブン（2017年）

## TV・CM出演
- Foot Locker×NIKE 「Remember The Name - Federico Bernardeschi」